# Felida (Washington)
Felida  est une census-designated place américaine de l'État de Washington dans le comté de Clark. 
La population était de 9 526 habitants en 2020.